# Morro d’Alba
Morro d’Alba – miejscowość i gmina we Włoszech, w regionie Marche, w prowincji Ankona.
Według danych na styczeń 2010 gminę zamieszkiwało 1991 osób przy gęstości zaludnienia 104,1 os./1 km².